# Dechargebetänkande
Dechargebetänkande var det utlåtande, som konstitutionsutskottet förr vid lagtima riksdag avgav med anledning av granskningen av de i regeringen (då kallat statsrådet) förda protokollen. Detta utlåtande kallades även anmärkningsmemorial. Den debatt, som ofta förekom vid dess behandling i riksdagen, kallades ibland dechargedebatt. Motsvarande betänkande kallas idag granskningsbetänkande.